# 呂宋擬花鮨
呂宋擬花鮨（学名：Pseudanthias luzonensis），又稱呂宋擬花鱸，為輻鰭魚綱鱸形目鱸亞目鮨科的其中一種，其种加词“luzonensis”意为“菲律宾吕宋岛的”。分布於西太平洋區，包括日本、台灣、菲律賓、澳洲、印尼、帛琉等海域，棲息深度10-60公尺，體長可達14.5公分，生活在珊瑚礁區，為底棲性魚類，屬肉食性，可作為觀賞魚。